# Camarophyllopsis atrovelutina
Camarophyllopsis atrovelutina är en svampart som först beskrevs av Henri Romagnesi, och fick sitt nu gällande namn av Argaud 2002. Camarophyllopsis atrovelutina ingår i släktet Camarophyllopsis och familjen Hygrophoraceae.   Inga underarter finns listade i Catalogue of Life.